# Condado de Durham (Austrália Ocidental)

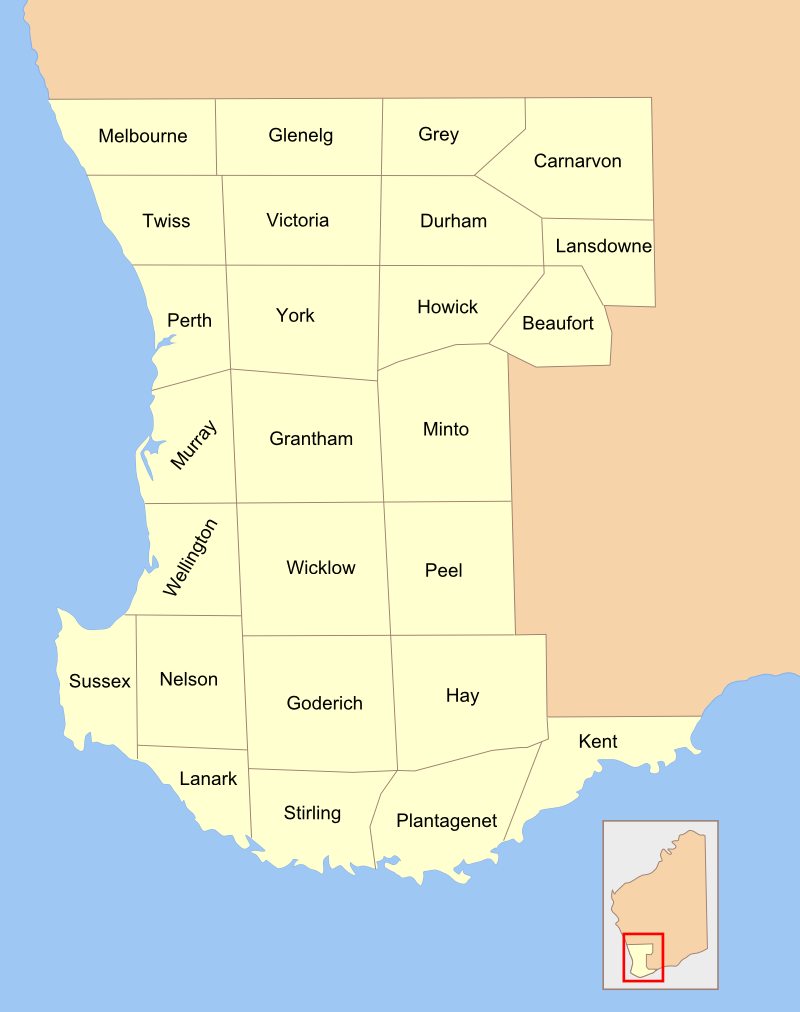
26 condados da Austrália Ocidental

Durham foi um dos 26 Condados da Austrália Ocidental que foram designados em 1829 como divisões cadastrais. Foi nomeado após Barão Durham, um estadista britânico Whig. Seu sogro foi o Conde Grey (Condado de Grey). Corresponde aproximadamente à parte nordeste do Avon que constitui a base para títulos de terras na área.